# Grünburg
Grünburg é um município da Áustria localizado no distrito de Kirchdorf an der Krems, no estado da Alta Áustria.